# Bohartia nitor
Bohartia nitor là một loài ruồi trong họ Asilidae. Bohartia nitor được Adisoemarto & Wood miêu tả năm 1975. Loài này phân bố ở vùng Tân Bắc giới.